# فالح العزب
فالح عبد الله علي العزب هو وزير العدل ووزير الدولة لشؤون مجلس الأمة الكويتي مُنذ عام 2016 وحتى ديسمبر 2017، ونائب رئيس المكتب التنفيذي لمجلس وزراء العدل العرب ممثلا عن الكويت عمل مدعي عام في التحقيقات وملحق دبلوماسي في القاهرة ومُستشاراً في مكتب وزير الخارجية. حصل على درجة الدكتوراه من جامعة القاهرة بتقدير جيد جداً مع مرتبة الشرف وهو متزوج وله خمس أبناء.

## عن حياته
- رئيس مجلس إدارة هيئة شئون القصر
- رئيس مجلس إدارة معهد الدراسات القضائية
- عضو اللجنة القانونية بمجلس الوزراء
- عضو اللجنة العليا للجنسية لمجلس الوزراء
- دكتوراه في القانون الدستوري، جامعة القاهرة مع مرتبة الشرف.
- ماجستير في القانون الإداري، جامعة القاهرة مع مرتبة الشرف.
- ليسانس حقوق.
- مدعي عام سابق.[3]
- مستشار النائب الأول لرئيس مجلس الوزراء ووزير الخارجية سابقاً.
- مستشار وزيرالدولة لشئون مجلس الوزراء سابقاً.
- مستشار لجنة مشروع استقلال السلطة القضائية 2016.
- أستاذ محاضر في المعهد القضائي سابقاً.
- رئيس قسم الاختبارات والنتائج في مركز تدريب التحقيقات سابقاً.
- أستاذ محاضر في مركز تدريب التحقيقات سابقاً.
- ملحق دبلوماسي سفارة الكويت – القاهرة سابقاً.
- عضو في عدة لجان قانونية.
- مقدم ومعد برنامج «إضاءات دستورية» إذاعة دولة الكويت.
- مشارك في البرامج القانونية والسياسية بصفة خبيراً دستورياً.
- شارك في فلم جسر العبور في الحديث عن عن المجلس التأسيسي والدستور [4]

## المؤهلات العلمية
- الرقابة البرلمانية وحدودها الدستورية «رسالة دكتوراه».
- الطعن في الجزاء التأديبي «رسالة ماجستير»
- عدد [20] بحث في القانون العام الجنائي والإداري والدستوري.
- حاصل على شهادة التقدير والتميز العلمي من جامعة القاهرة 2009.
- تكريم جامعة الكويت "محاضرة حرية الرأي والتغيير في حدودها في الدستور 2011.
- حاصل على شهادة تقدير من جامعة الكويت 2013
- المساهمة في صياغة التشريعات الوطنية "تعديل قانون السلكين قانون الإعلام الإلكتروني.

## من كتاباته
- حدود الرأي والأفكار والحصانة.[5]
- دراسة في استقلال القضاء.
- محاضرة حدود حرية الرأي والتعبير في الدستور بالجامعة[6]
- «مسند الإمارة والقواعد الدستورية»[7]
- الدعوى الدستورية عينية الخصومة فيها توجه إلى التشريع[8]
- ندوة «مكتسبات الديموقراطية الكويتية على ضوء الانتخابات البرلمانية[9]
- دراسة حول الاتفاقية الأمنية الخليجية[10]